# キイロミミマーモセット
キイロミミマーモセット (Callithrix aurita) は、哺乳綱霊長目オマキザル科コモンマーモセット属に分類される霊長類。

## 分布
ブラジル南東部（サンパウロ州、ミナスジェライス州、リオデジャネイロ州）
模式標本の産地（基準産地・タイプ産地・模式産地）は、リオデジャネイロ。

## 形態
頭胴長（体長）20 - 25センチメートル。尾長28 - 35センチメートル。体重250 - 420グラム。体色は濃淡のある黒褐色で、尾では濃淡が縞状になる。額や顔は黄褐色や白で、顔の側面は黒く縁取られる。耳毛は白や黄色で、房状に伸長する。

## 分類
以前はコモンマーモセットの亜種シロミミマーモセットCallithrix jacchus auritaとされていた。独立種とする分類を採用した文献でも、本種の和名をシロミミマーモセットとして掲載していたものもある。日本哺乳類学会(2018)の標準和名および日本モンキーセンター霊長類和名編纂ワーキンググループ(2019)では、本種の和名をキイロミミマーモセットとしている。

## 生態
藪状の森林や林縁・やや乾燥した疎林などに生息する。主にペアと幼獣からなる2 - 10頭の群れを形成して生活するが、複数頭の雌雄が含まれる群れもある。昼行性で、夜間になると樹洞で休む。樹上を跳躍して移動するが、樹間が広い場合は地表伝いに移動する事もある。
昆虫、樹脂、花、果実などを食べる。幹や枝に穴を開け、樹脂が出てくるのを待ってから食べる。
繁殖様式は胎生。婚姻形態は、一夫多妻とする説もある。1回に2頭の幼獣を年に2回に分けて産む。

## 人間との関係
都市開発や森林伐採による生息地の破壊、ペット用の採集、クロミミマーモセットCallithrix penicillataやコモンマーモセットの移入による競合や遺伝子汚染などにより生息数が減少している。1977年に、ワシントン条約附属書Iに掲載されている。